# ケリー・グループ (アイルランドの企業)
ケリー・グループ（英: Kerry Group plc）は、香味料や栄養剤など食品成分の開発や、食品の生産を行う多国籍企業。アイルランドのケリー県トラリーに本拠を置き、世界40カ国以上に拠点を持つ。日本法人はケリー・ジャパン株式会社。ユーロネクスト・ダブリン、ロンドン証券取引所上場企業（ISEQ: KRZ、LSE: KYGA）。

## 沿革
1972年、ケリー県・Listowelで、県の保有するDairy Disposal Companyと、8つの農業協同組合、アメリカ合衆国のErie Casein Company Inc.の共同出資により設立された。設立の目的はアメリカ市場向けの牛乳の生産であり、牛乳と乳製品が初期の生産の中心であったが、1980年代に入ると肉製品など分野の多様化に着手、またシカゴとロンドンに拠点を開設、アメリカ企業の買収を開始し国際化を進めた。1974年以降収益を17年連続で増加させ、1986年10月、アイルランド証券取引所の上場企業となった。
2001年にマレーシア・ジョホールバルに拠点を開き、中国や日本企業への販売を強化する一方、2004年3月、食品原材料を扱うQuest Food Ingredients Groupを買収、2005年8月にインド料理やタイ料理を扱うNoon Productsを買収、2009年にはアメリカ・ウィスコンシン州に開発拠点を設立した。2011年9月、香味料メーカーのCargill Flavor Systemを買収、アイルランド経済が不況下にあった2012年以降、大規模な投資計画に着手し、2013年10月、ドバイに開発拠点を設立、2014年2月、アジア市場への要としてシンガポールに開発拠点を設立、2015年10月にはWellmune、Red Arrow Products、Island Oasisのアメリカ食品3社を一挙に買収した。
現在ケリー・グループの事業は、アジアやラテンアメリカを含むグローバル市場を対象に、食品・飲料成分や医薬品の開発を行うKerry Inc.と、アイルランドとイギリスの市場向けに冷蔵・冷凍食品を中心とした食品ブランドを生産するKerry Foods、牛乳の製造を行うKerry Agribusinessの3部門に分かれている。

## 日本におけるケリー・グループ
日本法人「ケリー・ジャパン株式会社」（Kerry Japan K.K.）は、2004年に設立され、東京（港区）にオフィスを持つ。大手食品メーカーを顧客に、乳製品・酵母などの食品原料の販売を行っている。また、グループの一部門であるWellmuneのブランドで、免疫健康食品を販売している。